# FC Barcelona u sezoni 2010./11.
Fútbol Club Barcelona u sezoni 2010./11. sudjelovat će u tri natjecanja, La Ligi, Kupu Kralja i španjolskom Superkupu.
Klub je 13. lipnja dobio novog predsjednika. Joana Laportu naslijedio je Sandro Rosell.

## Igrači

### Transferi
| Br. | Poz. | Nac. | Igrač             | Dob | EU | Bivši klub | Tip      | Prijelazni rok | Do    | Iznos | Izvor                      |
| --- | ---- | ---- | ----------------- | --- | -- | ---------- | -------- | -------------- | ----- | ----- | -------------------------- |
| 7   | NAP  |      | David Villa       | 28  |    | Valencia   | Transfer | ljetni         | 2014. | €40m  | Barcelona.cat              |
| 14  | NAP  |      | Javier Mascherano | 26  |    | Liverpool  | Transfer | ljetni         | 2014. | €24m  | Barcelona.cat              |
| 21  | BRA  |      | Adriano Correia   | 25  | NE | Sevilla    | Transfer | ljetni         | 2014. | €9,5m | Barcelona.cat              |
| 4   | VEZ  |      | Cesc Fábregas     | 24  |    | Arsenal    | Transfer | ljetni         | 2016. | €40   | http://www.fcbarcelona.cat |

#### Odlasci
| Br. | Poz. | Nac. | Igrač              | Dob | EU | Klub               | Tip            | Prijelazni rok | Iznos       | Izvor         |
| --- | ---- | ---- | ------------------ | --- | -- | ------------------ | -------------- | -------------- | ----------- | ------------- |
| -   | BRA  |      | Rafael Márquez     | 31  |    | New York Red Bulls | Raskid ugovora | ljetni         | Bez odštete | Barcelona.cat |
| 9   | NAP  |      | Zlatan Ibrahimović | 28  |    | A.C. Milan         | Posudba        | ljetni         | -           | Barcelona.cat |
| 14  | NAP  |      | Thierry Henry      | 33  |    | New York Red Bulls | Raskid ugovora | ljetni         | Bez odštete | Barcelona.cat |
| 21  | BRA  |      | Dmitro Čigrinskij  | 23  | NE | Šahtar Donjeck     | Transfer       | ljetni         | €15m        | Barcelona.cat |
| 24  | VEZ  |      | Touré Yaya         | 27  | NE | Manchester City    | Transfer       | ljetni         | €30m        | Barcelona.cat |
| -   | VEZ  |      | Keirrison          | 21  | NE | AC Milan           | Posudba        | ljetni         | -           | Barcelona.cat |
| -   | BRA  |      | Henrique           | 23  | NE | Racing             | Posudba        | ljetni         | -           | Barcelona.cat |
| -   | VEZ  |      | V. Sánchez         | 23  |    | Getafe             | Posudba        | ljetni         | -           | Barcelona.cat |
| -   | BRA  |      | Martín Cáceres     | 23  |    | Sevilla            | Posudba        | ljetni         | -           | Barcelona.cat |
| -   | VEZ  |      | Aleksandr Hleb     | 29  | NE | Birmingham City    | Posudba        | ljetni         | -           | Barcelona.cat |

## Statistika momčadi
| Momčad | Momčad | Momčad | Momčad      | La Liga | La Liga | Kup kralja | Kup kralja | Liga prvaka | Liga prvaka | Španjolski Superkup | Španjolski Superkup | Ukupno | Ukupno  | Ukupno | Ukupno | Ukupno |
| Br.    | Poz.   | Nac.   | Igrač.      | Nas.    | Pogodak | Nas.       | Pogodak    | Nas.        | Pogodak     | Nas.                | Pogodak             | Nas.   | Pogodak |        |        |        |
| ------ | ------ | ------ | ----------- | ------- | ------- | ---------- | ---------- | ----------- | ----------- | ------------------- | ------------------- | ------ | ------- | ------ | ------ | ------ |
| 1      | VRA    |        | Valdés      | 7       |         |            |            | 1           |             | 1                   |                     | 10     |         | 2      |        |        |
| 13     | VRA    |        | Pinto       |         |         |            |            | 1           |             |                     |                     | 1      |         |        |        |        |
| 31     | VRA    |        | Rubén Miño  |         |         |            |            |             |             | 1                   |                     | 1      |         |        |        |        |
| 2      | BRA    |        | Dani Alves  | 7       |         |            |            | 3           | 1           | 2                   |                     | 12     | 1       | 2      |        |        |
| 3      | BRA    |        | Piqué       | 7       | 1       |            |            | 3           |             | 1                   |                     | 11     | 1       | 5      |        |        |
| 5      | BRA    |        | Puyol       | 4       | 1       |            |            | 3           |             |                     |                     | 11     | 1       | 2      |        |        |
| 18     | BRA    |        | Milito      | 2       |         |            |            | 1           |             | 1                   |                     | 4      |         | 1      |        |        |
| 19     | BRA    |        | Maxwell     | 6       |         |            |            | 2           |             | 2                   |                     | 10     |         | 1      |        |        |
| 21     | BRA    |        | Adriano     | 3       |         |            |            |             |             | 2                   |                     | 5      |         | 1      |        |        |
| 22     | BRA    |        | Abidal      | 4       |         |            |            | 2           |             | 2                   |                     | 8      |         |        |        |        |
| 33     | BRA    |        | Sergi Gómez |         |         |            |            |             |             | 1                   |                     | 1      |         |        |        |        |
| 6      | VEZ    |        | Xavi        | 6       | 1       |            |            | 3           |             | 1                   |                     | 10     | 1       |        |        |        |
| 8      | VEZ    |        | Iniesta     | 7       | 2       |            |            | 3           |             | 1                   |                     | 11     | 2       | 1      |        |        |
| 14     | VEZ    |        | Mascherano  | 5       |         |            |            | 3           |             |                     |                     | 8      |         | 2      |        |        |
| 15     | VEZ    |        | Keita       | 7       | 1       |            |            | 1           |             | 2                   |                     | 10     | 1       | 1      |        |        |
| 16     | VEZ    |        | Busquets    | 5       | 1       |            |            | 3           |             | 1                   |                     | 9      | 1       |        |        |        |
| 30     | VEZ    |        | Thiago      | 2       |         |            |            |             |             | 1                   |                     | 3      |         |        |        |        |
| 34     | VEZ    |        | Jonathan    |         |         |            |            |             |             | 1                   |                     | 1      |         |        |        |        |
| 37     | VEZ    |        | O. Romeu    |         |         |            |            |             |             | 1                   |                     | 1      |         |        |        |        |
| 7      | NAP    |        | Villa       | 6       | 2       |            |            | 3           | 2           | 1                   |                     | 10     | 4       |        | 1      |        |
| 9      | NAP    |        | Ibrahimović |         |         |            |            |             |             | 1                   | 1                   | 1      | 1       |        |        |        |
| 9      | NAP    |        | Bojan       | 6       |         |            |            | 2           |             | 2                   |                     | 10     |         |        |        |        |
| 10     | NAP    |        | Messi       | 5       | 3       |            |            | 3           | 4           | 2                   | 3                   | 10     | 10      |        |        |        |
| 11     | NAP    |        | Jeffrén     | 1       |         |            |            |             |             |                     |                     | 1      |         |        |        |        |
| 17     | NAP    |        | Pedro       | 7       |         |            |            | 3           | 1           | 1                   |                     | 11     | 1       |        |        |        |
| 27     | NAP    |        | Nolito      | 1       |         |            |            |             |             |                     |                     | 1      |         |        |        |        |

- Stanje 23. listopada 2010.

## Klub

### Trenersko osoblje
| Pozicija       | Osoblje           |
| -------------- | ----------------- |
| Trener         | Josep Guardiola   |
| Pomoćni trener | Tito Vilanova     |
| Trener vratara | Juan Carlos Unzué |

## Natjecanja

### Pregled
| Natjecanje          | Početna faza  | Trenutačna pozicija/faza | Konačna pozicija/faza | Prvi susret        | Posljednji susret  |
| ------------------- | ------------- | ------------------------ | --------------------- | ------------------ | ------------------ |
| La Liga             | -             | 3.                       |                       | 29. kolovoza 2010. | 22. svibnja 2011.  |
| Španjolski Superkup | Finale        | -                        | Pobjednik             | 14. kolovoza 2010. | 21. kolovoza 2010. |
| Copa del Rey        | 32-ina finala | 32-ina finala            | -                     |                    |                    |
| Liga prvaka         | Grupna faza   | Grupna faza              |                       | 14. rujna 2010.    |                    |

### La Liga

#### Tablica
| #  | Momčad     | Ut. | Pob. | N. | Por. | G+ | G- | RG | Bod. | Kvalifikacije                     |
| -- | ---------- | --- | ---- | -- | ---- | -- | -- | -- | ---- | --------------------------------- |
| 2. | Villarreal | 7   | 5    | 1  | 1    | 14 | 6  | +8 | 16   | Grupna faza Lige prvaka 2011./12. |
| 3. | Barcelona  | 7   | 5    | 1  | 1    | 12 | 6  | +6 | 16   | Grupna faza Lige prvaka 2011./12. |
| 4. | Valencia   | 7   | 5    | 1  | 1    | 12 | 6  | +6 | 16   | Grupna faza Lige prvaka 2011./12. |

#### Sažetak rezultata
| Ukupno | Ukupno | Ukupno | Ukupno | Ukupno | Ukupno | Ukupno | Ukupno | Kod kuće | Kod kuće | Kod kuće | Kod kuće | Kod kuće | Kod kuće | U gostima | U gostima | U gostima | U gostima | U gostima | U gostima |
| Uk.    | Pob.   | N      | Por.   | G+     | G-     | GR     | Bod.   | Pob.     | N        | Por.     | G+       | G-       | GR       | Pob.      | N         | Por.      | G+        | G-        | GR        |
| ------ | ------ | ------ | ------ | ------ | ------ | ------ | ------ | -------- | -------- | -------- | -------- | -------- | -------- | --------- | --------- | --------- | --------- | --------- | --------- |
| 7      | 5      | 1      | 1      | 12     | 6      | +6     | 16     | 2        | 1        | 1        | 4        | 4        | 0        | 3         | 0         | 0         | 8         | 2         | +6        |

#### Rezultati po kolima
| Kolo     | 1  | 2  | 3  | 4  | 5  | 6  | 7  | 8 | 9 | 10 | 11 | 12 | 13 | 14 | 15 | 16 | 17 | 18 | 19 | 20 | 21 | 22 | 23 | 24 | 25 | 26 | 27 | 28 | 29 | 30 | 31 | 32 | 33 | 34 | 35 | 36 | 37 | 38 |
| -------- | -- | -- | -- | -- | -- | -- | -- | - | - | -- | -- | -- | -- | -- | -- | -- | -- | -- | -- | -- | -- | -- | -- | -- | -- | -- | -- | -- | -- | -- | -- | -- | -- | -- | -- | -- | -- | -- |
| Teren    | G  | D  | G  | D  | G  | D  | D  | G | D | G  | D  | G  | D  | G  | D  | G  | D  | G  | D  | D  | G  | D  | G  | D  | G  | G  | D  | G  | D  | G  | D  | G  | D  | G  | D  | G  | D  | G  |
| Ishod    |    |    |    |    |    |    |    |   |   |    |    |    |    |    |    |    |    |    |    |    |    |    |    |    |    |    |    |    |    |    |    |    |    |    |    |    |    |    |
| Pozicija | 3. | 8. | 6. | 4. | 3. | 4. | 3. |   |   |    |    |    |    |    |    |    |    |    |    |    |    |    |    |    |    |    |    |    |    |    |    |    |    |    |    |    |    |    |

### Utakmice
- Termini početka po srednjoeuropskom vremenu.

#### La Liga
| 29. kolovoza 2010. | Racing Santander                                      | 0 : 3    | Barcelona                                           | El Sardinero, Santander                           |  |
| 19:00              | Francis 30' Papa Diop 60' D. Cisma 68' P. Munitis 82' | izvješće | 3' Messi 33' A. Iniesta 62' David Villa 90+1' Piqué | Gledatelja: 19.095 Sudac: Carlos Delgado Ferreiro |  |

| 11. rujna 2010. | Barcelona                  | 0 : 2    | Hércules                                   | Camp Nou, Barcelona                               |  |
| 18:00           | Mascherano 19' Adriano 42' | izvješće | 27' Valdez 42' Trezeguet 44' R. R. Drenthe | Gledatelja: 79.363 Sudac: Carlos Velasco Carballo |  |

| 19. rujna 2010. | Atlético Madrid                                                         | 1 : 2    | Barcelona                                                                               | Vicente Calderón, Madrid                           |  |
| 19:00           | Domínguez 17' Raúl García 25' Perea 37' Ujfaluši 52' 90+2' Assunção 87' | izvješće | 13' Messi 31' Dani Alves 33' Piqué 36' Maxwell 84' V. Valdés 86' Puyol 90+4' Mascherano | Gledatelja: 53.000 Sudac: David Fernández Borbalán |  |

| 22. rujna 2010. | Barcelona                            | 1 : 0    | Sporting                                                  | Camp Nou, Barcelona                                |  |
| 20:00           | David Villa 49' Milito 78' Piqué 90' | izvješće | 5' Rivera 40' Cuéllar 43' Matabuena 45+1' Bilić 52' Botía | Gledatelja: 66.947 Sudac: José Luis Paradas Romero |  |

| 25. rujna 2010. | Athletic Bilbao                             | 1 : 3    | Barcelona                                                 | San Mamés, Bilbao                             |  |
| 22:00           | Amorebieta 34' Aurtenetxe 81' Gabilondo 90' | izvješće | 55' Keita 59' Piqué 74' Xavi 87' David Villa 90+3' Sergio | Gledatelja: 36.000 Sudac: Antonio Mateu Lahoz |  |

| 3. listopada 2010. | Barcelona | 1 : 1    | Mallorca                                                                      | Camp Nou, Barcelona                                |  |
| 19:00              | Messi 21' | izvješće | 14' Kevin 42' Nsue 52' Webó 59' Aouate 65' Chori Castro 85' Edson 87' Pereira | Gledatelja: 79.085 Sudac: Alberto Undiano Mallenco |  |

| 16. listopada 2010. | Barcelona                                          | 2 : 1    | Valencia                                                    | Camp Nou, Barcelona                                  |  |
| 20:00               | A. Iniesta 47' Keita 55' Puyol 63' V. Valdés 90+2' | izvješće | 38' Pablo H. 40' Soldado 72' Albelda 90' César 90+2' Aduriz | Gledatelja: 87.975 Sudac: Fernando Teixeira Vitienes |  |

| 24. listopada 2010. | Zaragoza | vs | Barcelona | La Romareda, Zaragoza |  |
|                     |          |    |           |                       |  |

| 31. listopada 2010. | Barcelona | vs | Sevilla | Camp Nou, Barcelona |  |
|                     |           |    |         |                     |  |

| 7. studenog 2010. | Getafe | vs | Barcelona | Coliseum Alfonso Pérez, Getafe |  |
|                   |        |    |           |                                |  |

| 14. studenog 2010. | Barcelona | vs | Villarreal | Camp Nou, Barcelona |  |
|                    |           |    |            |                     |  |

| 21. studenog 2010. | Almería | vs | Barcelona | Estadio del Mediterráneo, Almería |  |
|                    |         |    |           |                                   |  |

| 28. studenog 2010. | Barcelona | vs | Real Madrid | Camp Nou, Barcelona |  |
|                    |           |    |             |                     |  |

| 5. prosinca 2010. | Osasuna | vs | Barcelona | Reyno de Navarra, Pamplona |  |
|                   |         |    |           |                            |  |

| 12. prosinca 2010. | Barcelona | vs | Real Sociedad | Camp Nou, Barcelona |  |
|                    |           |    |               |                     |  |

| 19. prosinca 2010. | Espanyol | vs | Barcelona | Cornellà-El Prat, Barcelona |  |
|                    |          |    |           |                             |  |

| 2. siječnja 2011. | Barcelona | vs | Levante | Camp Nou, Barcelona |  |
|                   |           |    |         |                     |  |

| 9. siječnja 2011. | Deportivo | vs | Barcelona | Riazor, A Coruña |  |
|                   |           |    |           |                  |  |

| 16. siječnja 2011. | Barcelona | vs | Málaga | Camp Nou, Barcelona |  |
|                    |           |    |        |                     |  |

| 23. siječnja 2011. | Barcelona | vs | Racing Santander | Camp Nou, Barcelona |  |
|                    |           |    |                  |                     |  |

| 30. siječnja 2011. | Hércules | vs | Barcelona | José Rico Pérez, Alicante |  |
|                    |          |    |           |                           |  |

| 6. veljače 2011. | Barcelona | vs | Atlético Madrid | Camp Nou, Barcelona |  |
|                  |           |    |                 |                     |  |

| 13. veljače 2011. | Sporting | vs | Barcelona | El Molinón, Gijón |  |
|                   |          |    |           |                   |  |

| 20. veljače 2011. | Barcelona | vs | Athletic Bilbao | Camp Nou, Barcelona |  |
|                   |           |    |                 |                     |  |

| 27. veljače 2011. | Mallorca | vs | Barcelona | Son Moix, Palma de Mallorca |  |
|                   |          |    |           |                             |  |

| 2. ožujka 2011. | Valencia | vs | Barcelona | Mestalla, Valencia |  |
|                 |          |    |           |                    |  |

| 6. ožujka 2011. | Barcelona | vs | Zaragoza | Camp Nou, Barcelona |  |
|                 |           |    |          |                     |  |

| 13. ožujka 2011. | Sevilla | vs | Barcelona | Ramón Sánchez Pizjuán, Sevilla |  |
|                  |         |    |           |                                |  |

| 20. ožujka 2011. | Barcelona | vs | Getafe | Camp Nou, Barcelona |  |
|                  |           |    |        |                     |  |

| 3. travnja 2011. | Villarreal | vs | Barcelona | El Madrigal, Villarreal |  |
|                  |            |    |           |                         |  |

| 12. travnja 2011. | Barcelona | vs | Almería | Camp Nou, Barcelona |  |
|                   |           |    |         |                     |  |

| 17. travnja 2011. | Real Madrid | vs | Barcelona | Santiago Bernabéu, Madrid |  |
|                   |             |    |           |                           |  |

| 24. travnja 2011. | Barcelona | vs | Osasuna | Camp Nou, Barcelona |  |
|                   |           |    |         |                     |  |

| 1. svibnja 2011. | Real Sociedad | vs | Barcelona | Anoeta, Donostia-San Sebastián |  |
|                  |               |    |           |                                |  |

| 8. svibnja 2011. | Barcelona | vs | Espanyol | Camp Nou, Barcelona |  |
|                  |           |    |          |                     |  |

| 11. svibnja 2011. | Levante | vs | Barcelona | Ciutat de València, Valencia |  |
|                   |         |    |           |                              |  |

| 15. svibnja 2011. | Barcelona | vs | Deportivo | Camp Nou, Barcelona |  |
|                   |           |    |           |                     |  |

| 22. svibnja 2011. | Málaga | vs | Barcelona | La Rosaleda, Málaga |  |
|                   |        |    |           |                     |  |

#### Španjolski Superkup
| 14. kolovoza 2010. | Sevilla                                                           | 3 : 1    | Barcelona                      | Ramón Sánchez Pizjuán, Sevilla                  |  |
| 21:30              | Zokora 57' Luís Fabiano 61' Dabo 67' Cigarini 72' Kanouté 72' 82' | izvješće | 20' Ibrahimović 89' Dani Alves | Gledatelja: 38.000 Sudac: César Muñiz Fernández |  |

| 21. kolovoza 2010. | Barcelona                             | 4 : 0    | Sevilla                  | Camp Nou, Barcelona                          |  |
| 20:30              | Konko 13' Messi 25' 43' 90' Piqué 79' | izvješće | 33' Romaric 89' Cigarini | Gledatelja: 67.414 Sudac: Alberto Diaz Arias |  |

#### UEFA Liga prvaka
| Momčad        | Ut. | Pob. | N | Por. | G+ | G- | GR | Bod. |
| ------------- | --- | ---- | - | ---- | -- | -- | -- | ---- |
| Barcelona     | 3   | 2    | 1 | 0    | 8  | 2  | +6 | 7    |
| København     | 3   | 2    | 0 | 1    | 3  | 2  | +1 | 6    |
| Rubin Kazan   | 3   | 0    | 2 | 1    | 1  | 2  | -1 | 2    |
| Panathinaikos | 3   | 0    | 1 | 2    | 1  | 7  | -6 | 1    |

|               | BAR | KOB | PAN | RUB |
| ------------- | --- | --- | --- | --- |
| Barcelona     | –   | 2:0 | 5:1 |     |
| København     |     | –   |     | 1:0 |
| Panathinaikos |     | 0:2 | –   | 0:0 |
| Rubin Kazan   | 1:1 |     |     | –   |

| 14. rujna 2010. | Barcelona                                          | 5 : 1    | Panathinaikos            | Camp Nou, Barcelona                      |  |
| 20:45           | Messi 22' 45' Villa 33' Pedro 77' Dani Alves 90+3' | izvješće | 20' Govou 85' Karagounis | Gledatelja: 69.738 Sudac: Nicola Rizzoli |  |

| 29. rujna 2010. | Rubin Kazan                                            | 1 : 1    | Barcelona                                    | Centralni stadion, Kazan               |  |
| 18:30           | Noboa 30' (jed.) Salukvadze 40' Ansaldi 74' Sibaya 80' | izvješće | 52' Puyol 60' (jed.) David Villa 90+1' Piqué | Gledatelja: 23.950 Sudac: Cüneyt Çakır |  |

| 20. listopada 2010. | Barcelona                      | 2 : 0    | København              | Camp Nou, Barcelona                       |  |
| 20:45               | Messi 19' 90+2' A. Iniesta 81' | izvješće | 61' N'Doye 68' Pospěch | Gledatelja: 75.852 Sudac: Stéphane Lannoy |  |

| 2. studenog 2010. | København | vs | Barcelona | Parken Stadium, Kopenhagen |  |
| 20:45             |           |    |           |                            |  |

| 23. studenog 2010. | Panathinaikos | vs | Barcelona | Olimpijski stadion u Ateni, Atena |  |
| 20:45              |               |    |           |                                   |  |

| 7. prosinca 2010. | Barcelona | vs | Rubin Kazan | Camp Nou, Barcelona |  |
| 20:45             |           |    |             |                     |  |

#### Predsezona
| 29. srpnja 2010. | Valerenga                  | 2 : 4    | Barcelona                                      | Ullevaal Stadion                      |  |
| 19:00            | Singh 15' Zajić 65' (jed.) | izvješće | 13' V. Sánchez 35' Maxwell 51' Benja 64' Keita | Gledatelja: 21.993 Sudac: Terje Hauge |  |

| 4. kolovoza 2010. | Zvijezde K-League                     | 2 : 5    | Barcelona                                                    | Seoul World Cup Stadium                 |  |
| 12:00             | Sung Choi 1' Dong Gook 36' Molina 42' | izvješće | 6' Ibrahimović 43' 45+2' Messi 82' V. Sánchez 84' J. Soriano | Gledatelja: 32.581 Sudac: Choi Kwang-Bo |  |

| 8. kolovoza 2010. | Beijing Guoan | 0 : 3    | Barcelona                                     | Nacionalni stadion u Pekingu       |  |
| 13:00             |               | izvješće | 11' S. Roberto 13' Nolito 85' 90' Ibrahimović | Gledatelja: 44.000 Sudac: Vang Dže |  |

## Vanjske poveznice
- Službena stranica FC Barcelone